# Caboque
Caboque ist ein osttimoresischer Ort im Suco Ritabou (Verwaltungsamt Maliana, Gemeinde Bobonaro). Er liegt im Südosten des Ostterritoriums der Aldeia Uat, auf einer Meereshöhe von 799 m. Südwestlich liegt der Ort Bobonaro. Nach Westen erhebt sich der Matuloun (1030 m), im Norden liegt der Lolo Uat (830 m).
In Caboque befindet sich eine Grundschule.